# Inferencia de transferencia genética horizontal
La inferencia de transferencia genética horizontal o lateral es una forma de estudiar la historia evolutiva de los genes mediante la filogenética computacional. La transferencia genética horizontal (TGH o TGL) consiste en la transmisión de partes de ADN genómico entre organismos a través de un proceso desacoplado de la herencia vertical por reproducción. Este fenómeno complica las investigaciones del parentesco evolutivo de linajes y especies, por lo que es importante determinar su presencia y las especies implicadas. Para detectar la transferencia genética horizontal se utilizan dos tipos de métodos: 
1) Los métodos paramétricos se basan en el análisis de la secuencia del genoma de la especie huésped para identificar desviaciones del promedio genómico. Estos métodos eran muy importantes cuando existían pocos genomas secuenciados de especies relacionadas, pero fallan en la detección de eventos de transferencia genética horizontal muy lejanos en el tiempo. 
2) Los métodos filogenéticos explotan la disponibilidad de secuencias genómicas para efectuar una comparación entre genomas relacionados. Suelen caracterizar mejor los eventos de transferencia genómica —notablemente al determinar la especie donadora y el tiempo de transferencia— Sin embargo, también están sujetos a fallos.
En la práctica, la combinación de diferentes métodos mejora la inferencia, aunque también conlleva el riesgo de falsos positivos.

## Transferencia genética horizontal
Frederick Griffith demostró la transferencia genética horizontal en 1928 al observar en un experimento que cepas virulentas de Streptococcus pneumoniae eran capaces de transmitir la virulencia a cepas no virulentas mediante un mecanismo conocido como transformación. Observaciones similares en las décadas de los cuarenta y cincuenta del siglo XX evidenciaron la existencia de mecanismos adicionales de transferencia horizontal: la conjugación y la transducción.
Aunque los eventos de TGH pueden no resultar en cambios fenotípicos, se puede inferir si han tenido lugar mediante el análisis de la secuencia genómica. Estos análisis se pueden dividir en dos grupos según el enfoque adoptado: métodos paramétricos y filogenéticos. Los métodos paramétricos se centran en la búsqueda de secuencias de ADN que difieran significativamente del promedio genómico en parámetros como el contenido de las bases CG o el uso preferencial de codones. Los métodos filogenéticos examinan la historia evolutiva de los genes en diferentes especies e identifican filogenias incompatibles.

## Métodos paramétricos
Los métodos paramétricos utilizan marcadores genéticos, característicos de especies relacionadas o clados, para inferir la transferencia genómica horizontal. La diferencia entre un fragmento del genoma y el marcador es un indicio de una posible transferencia horizontal. Por ejemplo, el porcentage de guanina y citosina (GC) es característico del genoma del organismo y los segmentos genómicos con un porcentaje muy diferente del promedio pueden provenir de un evento de TGH desde otra especie. Los marcadores genéticos usualmente utilizados para detectar TGH incluyen la composición de nucleótidos, las frecuencias de oligonucleótidos o características estructurales del genoma.
Para que estos métodos funcionen, los marcadores genéticos deben ser claramente reconocibles. Sin embargo, el genoma de una especie no es siempre uniforme: por ejemplo, el contenido GC es menor  en el tercer nucleótido de los codones cerca del terminador de replicación, y mayor en genes altamente expresados. Esta variabilidad intragenómica debe tomarse en cuenta para evitar marcar segmentos nativos como productos de transferencia genética horizontal.
Es igualmente importante que los segmentos transferidos horizontalmente exhiban los marcadores genéticos de la especie donante. Sin embargo, las secuencias transferidas experimentan los mismos procesos mutacionales que el resto del genoma de la especie receptora, lo que borra lentamente los indicios de transferencias ocurridas mucho tiempo atrás hasta que es imposible detectarlas mediante métodos paramétricos.  Por ejemplo, Bdellovibrio bacteriovorus, una δ-proteobacteria depredadora, tiene un contenido GC homogéneo, por lo que cabría concluirse que su genoma es resistente a la transferencia genómica horizontal. Sin embargo, un análisis posterior basado en métodos filogenéticos identificó varias TGH antiguas. Asimismo, si el segmento insertado se ha asimilado previamente al genoma del receptor, como es el caso de las inserciones de profagos, los métodos paramétricos pueden fallar. Además, la composición de la especie donante debe ser significativamente diferente de la de la especie receptora, una condición que puede perderse en el caso de que la distancia genética entre las especies sea pequeña o mediana, lo cual es muy prevalente. Por último, los genes adquiridos recientemente tienden a ser más ricos en AT que el promedio del receptor, lo que indica que las diferencias en contenido GC pueden provenir procesos mutacionales desconocidos después de la adquisición y no del genoma del donante.

### Composición de nucleótidos

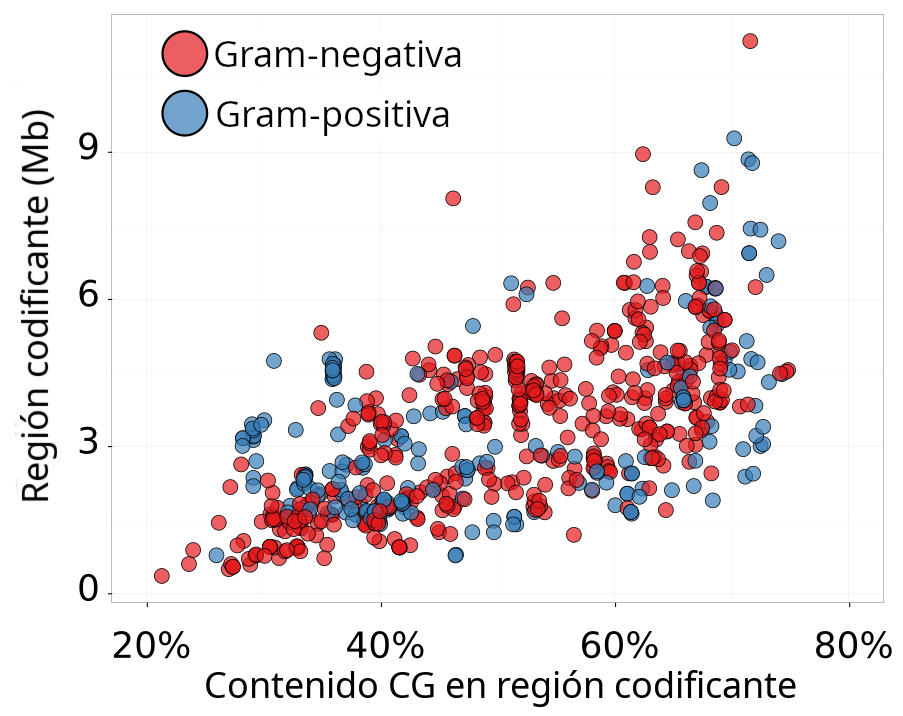
Contenido medio CG en regiones codificantes de varias especies de bacterias en comparación con el tamaño del genoma.

El contenido GC bacterial varía mucho, entre el 13,5 % de Ca. Zinderia insecticola, y et 75 % de Anaeromyxobacter dehalogenans. Incluso dentro de un mismo grupo el porcentaje puede ser bastante diferente, como en el caso de las α-Proteobacterias, donde el promedio varía entre el 30 % y el 65 % aproximadamente. Estas diferencias sirven para inferir sucesos de transferencia genómica.

### Espectro de oligonucleótidos
El espectro de oligonucleótidos (o frecuencias de k-mero) mide la frecuencia de todas las posibles secuencias de nucleótidos de una longitud dada en el genoma. Esta cantidad varía menos en un genoma que entre genomas y puede, por lo tanto, utilizarse como un marcador genético para inferir fenómenos de transferencia horizontal.
La utilidad del espectro de oligonucleótidos viene dada por el número de oligonucleótidos posibles: 4n, donde n es el tamaño del oligonucleótido; por ejemplo, hay 45=1024 posible pentanucleótidos. Algunos métodos capturan las frecuencias en patrones de tamaño variable.
El uso preferencial de codones, una medida relacionada con la frecuencia de codones, fue uno de los primeros métodos utilizados para detectar sistemáticamente la transferencia genómica horizontal. Este enfoque requiere un genoma receptor con una tendencia hacia ciertos codones sinónimos —diferentes codones que codifican el mismo aminoácido— claramente diferente de la tendencia en el genoma de la especie donante. El oligonucleótido más simple utilizado como marcador genético es el dinucleótido; por ejemplo, el tercer nucleótido en un codón y el primer nucleótido en el siguiente codón representan el dinucleótido menos restringido por la preferencia de aminoácidos y de codones.
Es importante optimizar el tamaño del rango del genoma donde se computa la frecuencia de oligonucleótidos: un rango amplio amortigua la variabilidad del genoma de la especie receptora, pero dificulta la detección de TGH de regiones pequeñas. Un rango de 5 kb con una separación de 0.5 kb se considera un buen compromiso para obtener las frecuencias de tetranucleótidos.
las cadenas de Markov son un método conveniente para modelar marcadores genéticos de oligonucleótidos. La transición de la matriz de probabilidad se deriva para genes endógenos contra genes adquiridos, de donde se calculan las probabilidades a posteriori bayesianas para un segmento particular de ADN.

### Características estructurales
Las características estructurales del ADN —como la energía de interacción entre pares de bases vecinos, el ángulo de giro entre dos pares de bases no coplanares o la deformación del ADN inducida por las proteínas que interactúan con la cromatina,— pueden representarse como una secuencia numérica. 
El análisis de autocorrelación de tales secuencias muestra periodicidades características en genomas completos. Este tipo de análisis se usó para  comparar el espectro de periodicidad de regiones del genoma de la bacteria termofílica Thermotoga maritima, con el de regiones homólogas en la archaea Pyrococcus horikoshii. Los resultados de este estudio sirvieron de apoyo a la hipótesis de una transferencia genómica  masiva entre los reinos bacteria y archaea.

### Contexto genómico
Las islas genómicas, regiones adquiridas por transferencia horizontal de típicamente 10–200 kb de tamaño permiten identificar genes no nativos por su posición en un genoma. Por ejemplo, un gen de origen ambiguo que forma parte de un operón no nativo es a su vez muy probablemente adquirido. La repetición de secuencias en ambos extremos de una región o la presencia de integrasas o transposasas pueden indicar una región no nativa.
Un programa de aprendizaje automático que combina análisis de frecuencia de oligonucleótidos con el contexto genómico ha dado buenos resultados en la identificación de islas genómicas. El contexto también se ha utilizado como un indicador secundario, después de descartar genes de origen conocido basándose en otros métodos paramétricos.

## Métodos filogenéticos
La secuenciación de numerosos genomas ha facilitado el uso de los análisis filogenéticos en la detección de tranferencias horizontales. Los métodos filogenéticos detectan inconsistencias en la historia de la evolución de los genes de dos formas: explícitamente, reconstruyendo el árbol genético y reconciliándolo con el árbol de una especie de referencia, o implícitamente, examinando aspectos que se correlacionan con la historia evolutiva de los genes estudiados, ej. patrones de presencia o ausencia entre especies o distancias evolutivas inesperadamente cortas o distantes.

### Métodos filogenéticos explícitos
El objetivo de los métodos filogenéticos explícitos es comparar los árboles de genes de una especie con los de especies relacionadas. Las diferencias estadísticamente significativas pueden deberse a una transferencia genómica entre especies. Este es el caso si dos genes de diferentes especies muy distantes comparten un nodo de conexión ancestral reciente en el árbol genético. Este enfoque puede producir resultados más específicos que los métodos paramétricos porque es capaz de identificar tanto las especies implicadas como el momento y la dirección de la transferencia genética.
Los métodos filogenéticos comprenden desde métodos simples que identifican meras diferencias entre árboles de genes y de especies hasta modelos mecanísticos que infieren posibles secuencias de eventos de transferencia. Los métodos de espectro genómico adoptan una estrategia intermedia consistente en deconstruir un árbol genético en partes más pequeñas hasta que cada una corresponda al árbol de especies.
El éxito de los métodos filogenéticos explícitos depende de la exactitud del árbol genético y de especie utilizado, pero estos pueden ser difíciles de construir. Incluso cuando los árboles utilizados son fiables, las filogenias en conflicto pueden ser el resultado de procesos evolutivos como duplicaciones y paridad en vez de tranferencia horizontal. Similarmente, en la presencia de una clasificación incompleta de linaje, los métodos filogenéticos explícitos pueden inferir erróneamente una transferencia genómica horizontal. Esta es la razón por la cual algunos métodos explícitos basados en modelos prueban muchos escenarios evolutivos y evalúan sus predicciones mediante criterios de parsimonia o probabilísticos.

#### Pruebas de topologías
Las pruebas estadísticas de topología son útiles para detectar conjuntos de genes poco ajustados al árbol de referencia. Entre estos métodos se cuentan las pruebas de Kishino–Hasegawa (KH), Shimodaira–Hasegawa (SH), y Aproximadamente Imparcial (AU por su siglas en inglés Approximately Unbiased). Consisten en calcular la probabilidad del alineamiento de la secuencia del gen cuando la topología del genoma de referencia se toma como la hipótesis nula.
El rechazo de la topología de referencia es una indicación de que la historia evolutiva para la familia del gen es inconsistente con el árbol de referencia. La transferencia genómica se infiere cuando las inconsistencias no pueden explicarse por otros efectos, como la pérdida o duplicación de genes. Las pruebas de topología no infieren cómo surgen las diferencias con los árboles de referencia; para esto se precisan otros algoritmos.

#### Técnicas de espectro genómico
Para poder localizar los eventos de transferencia genómica horizontal, las técnicas de espectro genómico descomponen un árbol genético en subestructuras, como biparticiones o cuartetos, e identifican las que son consistentes o inconsistentes con el árbol de la especie. 
Biparticiones
Se denomina bipartición a cada uno de los subárboles desconectados —con nodos separados— generados a partir de un árbol de referencia. Si una bipartición está presente tanto en el árbol genético como en el de la especie estudiada, es compatible; si se detectan conflictos, estos pueden indicar transferencia genética o ser simplemente el resultado de la incertidumbre de la inferencia del árbol genético. Para reducir la incertidumbre, los análisis de bipartición se concentran típicamente en biparticiones muy probables estadísticamente.
Descomposición de cuartetos
Los cuartetos son árboles que consisten en cuatro hojas. En árboles bifurcados (completamente resueltos), cada rama interna induce un cuarteto cuyas hojas son subárboles del árbol original o hojas del árbol original. Si la topología de un cuarteto extraído del árbol de especies de referencia no es compatible con el árbol genético puede haberse dado una tranferencia genómica. los métodos cartográficos de cuartetos son mucho más eficientes computacionalmente y se usan mucho para hallar eventos de transferencia genómica en bases de datos de cientos de genomas completos.

#### Poda e injerto de subárboles
El término «poda e injerto de subárboles» (subtree pruning and regrafting o SPR) engloba métodos mecanísticos para modelar eventos de transferencia genética horizontal. Consisten en eliminar una rama en el árbol de referencia (poda) e injertarla en otro extremo. Cuando existen inconsistencias entre el árbol genético original y el árbol de referencia es posible obtener una topología consistente mediante una o más operaciones SPR aplicadas al árbol de referencia; esto permide identificar nodos que han experimentado transferencia genética, así como inferir los genomas de las especies donante y receptora. Para evitar falsos positivos debido a la incertidumbre de la topología del árbol genético, se pueden ignorar a priori los extremos poco probables, o calcular un criterio de optimalidad tras los cómputos.
El reto que posan estos métodos radica en encontrar el camino óptimo de edición, es decir, el que requiera el menor número de pasos. Existen varias estrategias para resolver el problema. Por ejemplo, el algoritmo HorizStory reduce el problema primero eliminando los nodos consistentes; las podas e injertos repetitivos reconcilian el árbol de referencia con el árbol genético y las ediciones óptimas son interpretadas como el resultado de transferencia genómica horizontal.

#### Métodos de reconciliación basados en modelos
La reconciliación de un árbol genético con el árbol de las especies consiste en trazar un mapa de los cambios evolutivos en el  árbol genético de tal forma que concuerde con al árbol de especies. Existen diferentes modelos de reconciliación según el tipo de acontecimiento escogido para explicar las incongruencias entre las topologías de los árboles. Los primeros modelos se basaban   exclusivamente en transferencias horizontales (T). Los más recientes incluyen también eventos de duplicación (D), pérdida (L), clasificación incompleta de linajes (ILS) o recombinación homóloga (HR). La inclusión de múltiples tipos de eventos conlleva la dificultad de un mayor número de posibles reconciliaciones: por ejemplo, una topología conflictiva puede explicarse mediante una única transferencia genómica horizontal o mediante múltiples eventos de duplicación y pérdidas y ambas alternativas son posibles dependiendo de la frecuencia de cambios en el árbol de especies.
Los métodos de reconciliación se sirven de criterios de parsimonia o probabilísticos para inferir el evento más probable fijando a priori la probabilidad de eventos D, T y L a partir de los datos disponibles. Las reconciliaciones DTL posibles y su probabilidades relativas pueden ser explorados eficientemente mediante algortimos de programación dinámica. Algunos programas permiten refinar la topología del árbol genético en regiones donde es incierta para obtener un escenario evolutivo más probable un evento evolutivo, al igual que el alineamiento inicial de la secuencia genómica. Los modelos más refinados toman en cuenta la mayor frecuencia de transferencia horizontal entre linajes estrechamente relacionados, y reflejan la pérdida de la eficiencia de recombinación homóloga con la distancia filogenética; también tienen en cuenta la presencia de clasificación incompleta de linajes, o que la especie donante en la mayoría de casos de transferencia genómica horizontal pertenece a un linaje extinto o no muestreado. El desarrollo de Los modelos DTL se encamina hacia una descripción integral del proceso de evolución del genoma.

### Métodos filogenéticos implícitos
En contraste con los métodos filogenéticos ,que comparan la concordancia entre los árboles genético y de especies, los métodos filogenéticos implícitos comparan las distancias evolutivas o la similitud de las secuencias. Aquí, una distancia inesperadamente corta o grande respecto a la secuencia de referencia puede indicar transferencia genómica horizontal. Como la construcción de un árbol no es necesaria, los métodos implícitos tienden a ser más simples y rápidos que los métodos explícitos. 
Los métodos implícitos pueden fallar por la presencia de disparidades entre la filogenia correcta y las distancias evolutivas consideradas. Por ejemplo, las secuencia más similares según la puntuación BLAST no son siempre las más cercana evolutivamente.

#### Concordancia de secuencias con especies distantes
Una manera simple de identificar sucesos de transferencia genómica consiste en buscar relaciones entre secuencias relacionadas en especies distantes. Por ejemplo, un análisis de las secuencias de proteínas de la bacteria Thermotoga maritima reveló correspondencias con archaeas en vez de con otras bacterias, lo que sugiere una transferencia horizontal extensiva con el primer linaje; esta predicción fue después corroborada por un análisis de las estructura del ADN.
La principal limitación de este método es que solo puede detectar transferencias genómicas relativamente recientes. Si la transferencia ocurrió en el ancestro común de dos o más especies incluidas en la base de datos, se hallará una la correspondencia alta dentro del clado y la transferencia no será detectada. La capacidad de encontrar correspondencias con secuencias foráneas es altamente dependiente de la cobertura taxonómica de las bases de datos y los parámetros experimentales para la búsqueda deben ser definidos de manera ad hoc.

#### Discrepancia ente distancias de genes y especies
La hipótesis del reloj molecular plantea que los genes homólogos en diferenctes especies evolucionan a una velocidad aproximadamente constante. Según este postulado, el árbol de genes homólogos relacionados por especiación (genes ortólogos) presenta una correspondencia alta con al árbol de especies, y la distancia evolutiva entre genes ortólogos es aproximadamente proporcional a las distancias evolutivas entre las respectivas especies. Los genes xenólogos (pares de genes relacionados por transferencia genómica) introducen discrepancias entre las distancias evolutivas de los genes y de las especies.
Un método simple para detectar estas discrepancias consiste en comparar la distribución del grado de similitud entre secuencias genéticas y sus contrapartes ortólogas en otras especies; valores atípicos en esta distribución pueden deberse a sucesos de transferencia horizontal de genes. Los métodos DLIGHT (Inferencia basada en Probabilidad de la Distancia de Genes Horizontalmente Transferidos o 'Distance Likelihood-based Inference of Genes Horizontally Transferred') consideran simultáneamente el efecto de la transferencia genómica en todas las secuencias entre grupos de ortólogos putativos: si la prueba de razón de verosimilitud aplicada a la hipótesis de presencia de transferencia horizontal  contra la hipótesis de su ausencia  arroja un resultado  significativo, se puede inferir un caso de transferencia genómica. Además, este método proporciona una estimación del tiempo desde la última transferencia genética y una identificación de las potenciales especies donadoras y receptoras.

#### Perfiles filogenéticos
El perfil filogenético de un grupo de especies de basa en la presencia o ausencia de genes ortólogos en los genomas. La transferencia genómica horizontal da lugar a distribuciones inusuales de los genes dentro del group. Por ejemplo, los genomas de las tres cepas facultativamente simbióticas de Frankia son de diferentes tamaños: 5.43 Mpb, 7.50 Mpb y 9.04 Mpb, según sus rangos de especies huéspedes. Muchas porciones de genes específicos a cada cepa no existen en la base de datos de referencia, lo que sugiere que proceden de otras bacterias no relacionadas. Similarmente, las tres cepas diversamente fenotípicas de Escherichia coli (uropatogénica, enterohemorrágica y benigna) comparten cerca del 40 % de su genoma, mientras que el otro 60 % de los genes son únicos para cada cepa y posiblemente adquiridos por transferencia horizontal. Otros indicios que apuntan a una transferencia genómica son el uso de codones diferentes con respecto a los genes comunes y la falta de la conservación del orden genético típica de genes procedentes de procesos evolutivos verticales.
La presencia o ausencia de genes homólogos sirve para reconstruir el escenario evolutivo más probable en el árbol de especies. Al igual que en los métodos de reconciliación, estas computaciones se pueden basar en el principio de parsimonia o en estimaciones de la probabilidad de ganancias o pérdidas de genes. Los modelos más complejos incorporan otros procesos, como la truncación de genes, y cálculos de la variación de ganancias y pérdidas en diferentes linajes y familias de genes.

#### Agrupaciones de sitios polimórficos
Normalmente se considera que la transferencia horizontal ocurre para genes enteros. Sin embargo, se dan también casos de transferencia de fragmentos de un gen. Por ejemplo, se ha demostrado que un tipo de transferencia llamada conversión genética, mediada por recombinación homóloga entre especies relacionadas estrechamente, resulta en intercambios de fragmentos de marcos abiertos de lectura. El análisis de un grupo de cuatro cepas de Escherichia coli y dos de Shigella flexneri reveló que las secuencias comunes a las seis cepas contenían sitios polimórficos, consecuencia de recombinación homóloga. Agrupaciones excesivas de sitios polimórficos pueden indicar que el ADN se ha recombinado con el de otras especies. Este método de detección solo puede aplicarse a sitios en común para todas las secuencias analizadas, en grupos de organismos estrechamente relacionados.

## Evaluación
La existencia de diversos métodos para inferir transferencia genómica horizontal plantea la cuestión de cómo validar inferencias individuales y cómo comparar los resultados obtenidos con diferentes métodos.
Puesto que la verdadera historia evolutiva no puede ser establecida con seguridad, es difícil obtener un conjunto de datos de referencia. Además, los diferentes métodos suelen discrepar en la identificación de genes adquiridos por transferencia horizontal y no está claro si hay alguna forma de combinar los resultados — por intersección, unión, etc.— que minimice la proporción de falsos positivos y falsos negativos.
Es difícil pronunciarse sobre el desempeño comparativo de los métodos paramétricos y filogenéticos, porque usan diferentes fuentes de información. Mientras que los métodos paramétricos están limitados al análisis de genomas únicos o en parejas, los métodos filogenéticos permiten explotar la información contenida en múltiples genomas. En muchos casos, los segmentos de genomas señalados como provenientes de una transferencia horizontal por su composición anómala se pueden reconocer también por medio de análisis filogenéticos o simplemente por su ausencia en los genomas de organismos relacionados. Los métodos filogenéticos dependen de modelos explícitos de la evolución de secuencias genéticas para definir los parámetros de inferencia, pruebas de hipótesis y selección de modelos. Esto se refleja en la literatura científica, que tiende a favorecer los métodos filogenéticos como prueba estándar de transferencia genómica horizontal. La preferencia por los métodos filogenéticos aumenta también gracias al incremento en el poder computacional, acompañado de mejoras de algoritmos que los hacen más manejables, y a la cada vez mayor cantidad de genomas secuenciados.
Existen varios métodos para validar las inferencias de transferencia genómica horizontal mediante análisis filogenéticos, consistentes en su mayoría en simulaciones. Las simulaciones permiten calcular el número de falsos positivos y negativos, puesto que la respuesta correcta es conociada de antemano, pero la validez de las simulaciones no se puede establecer totalmente en la práctica, puesto que se desconoce la frecuencia exacta de transferencia genómica horizontal en la naturaleza. No obstante, las simulaciones proporcionan una evoluación comparativa de diferentes métodos y ayudan a los investigadores a elegir las herramientas adecuadas.
Herramientas estándar para simular la evolución de secuencias, como INDELible o PhyloSim pueden adaptarse para simular transferencia genómica horizontal mediante algoritmos de poda e injerto del árbol de la especie. Es importante que las simulaciones sean lo suficientemente realistas para representar los datos reales y los modelos complejos son preferibles; por ejemplo, existe un modelo para simular árboles genéticos con procesos de substitución heterogénea además de la transferencia horizontal, y que toma en cuenta que la transferencia puede provenir de linajes extintos. Otro ejemplo es el simulador de la evolución genómica ALF, que genera directamente familias de genes sujetas a la transferencia horizontal basadas en un amplio rango de fuerzas evolutivas, pero en el contexto de un genoma completo. Al analizar las secuencias simuladas por diferentes métodos de interés es posible comparar su funcionamiento. Las secuencias con ausencia de transferencia horizontal sirven para comparar la frecuencia de falsos positivos.
La simulación de transferencia genómica  puede llevarse a cabo directamente mediante la manipulación de secuencias biológicas. Los genomas de quimeras artificiales pueden obtenerse insertando genes foráneos conocidos en posiciones aleatorias del genoma del receptor. Las secuencias de la especie donante pueden incorporar o no cambios para simular procesos evolutivos.
Es importante tener en cuenta que las simulaciones están basada en suposiciones simplificadas que pueden sesgarlas hacia ciertos métodos.